# Paolo Guerrero
Pour les articles homonymes, voir Guerrero (homonymie).
José Paolo Guerrero Gonzáles, né le 1er janvier 1984 à Lima au Pérou, est un footballeur international péruvien.

## Carrière

### Carrière en club

#### En Allemagne
Formé à l'Alianza Lima, où il côtoie Jefferson Farfán dont il est resté très proche, il est transféré au Bayern Munich dans les catégories de jeunes et joue en 3e division. Guerrero dispute son premier match de Bundesliga le 23 octobre 2004 contre le Hansa Rostock. 
Malgré quatre saisons en Bavière dont les deux dernières en équipe professionnelle (44 matches et 13 buts toutes compétitions confondues), il n'était pas souvent titulaire d'où son transfert en juin 2006 à Hambourg où il évolue pendant six années. Sa fin de carrière à Hambourg est émaillée d'incidents divers dont un tacle assassin sur le gardien Sven Ulreich qui lui vaut une suspension de huit journées.

#### Au Brésil
En 2012, il rejoint les Corinthians de São Paulo où il fut le principal artisan de la victoire du club à la Coupe du monde des clubs 2012 en marquant contre Al Ahly SC (1-0) en demi-finale et contre Chelsea (1-0) en finale. Il y reste trois ans et signe en mai 2015 pour le Flamengo de Rio de Janeiro. 
En août 2018, il rejoint le SC Internacional de Porto Alegre après y avoir signé un contrat pour trois ans. Transféré à l'Avaí FC en 2022, il descend en 2e division à la fin de la saison.

#### En Argentine
En janvier 2023, Guerrero chosit l'Argentine comme nouvelle destination et s'enrôle au Racing Club d'Avellaneda. Mais son séjour y est de courte durée, puisqu'il résilie son contrat début juillet 2023.

#### En Équateur
Guerrero trouve rapidement un nouveau club et s'engage à la LDU Quito, en Équateur, dès la mi-juillet 2023. Il remporte avec ce dernier club l'édition 2023 de la Copa Sudamericana aux dépens du Fortaleza EC (1-1 ap, 4-3tab).

### Carrière en équipe nationale
Meilleur buteur de l'histoire de l'équipe nationale du Pérou, avec 38 buts en 113 sélections, Guerrero se distingue en Copa América en étant sacré à trois reprises meilleur buteur de la compétition, lors des éditions 2011 en Argentine (cinq buts), 2015 au Chili (quatre buts, ex æquo avec le Chilien Vargas) et 2019 au Brésil (trois buts, à égalité avec le Brésilien Everton).
Le 3 novembre 2017, Guerrero est suspendu 30 jours par la FIFA en raison d'un contrôle antidopage anormal. Il est ainsi privé de disputer le barrage qualificatif pour la Coupe du monde 2018, face à la Nouvelle-Zélande (11 et 16 novembre). Un mois plus tard, le 8 décembre 2017, la commission de discipline de la FIFA alourdit cette sanction et le suspend un an, avant de se raviser quelques jours plus tard en réduisant sa suspension à six mois. Non content de sa situation, Guerrero décide de porter plainte devant le Tribunal arbitral du sport (TAS) afin d'être totalement blanchi. Cependant, la résolution du TAS, prononcée le 14 mai 2018, lui est défavorable en augmentant sa suspension à 14 mois, ce qui à priori l'excluait définitivement du Mondial 2018. Mais l'affaire n'en est pas à un rebondissement près puisque, le 31 mai 2018, le Tribunal fédéral suisse suspend à titre provisoire la sanction du TAS, ce qui l’autorise in fine à disputer la compétition avec le Pérou.
Durant la Coupe du monde en Russie, il débute sur le banc lors du premier match du Pérou contre le Danemark (il rentre à la 62e min). Titulaire contre la France et l'Australie, il aura l'occasion de marquer le deuxième but de la victoire 2-0 sur ces derniers.
Titulaire face au Paraguay, le 7 septembre 2023, lors de la 1re journée des éliminatoires au Mondial 2026, Paolo Guerrero devient le premier joueur péruvien à participer à six tournois préliminaires de la Coupe du monde, depuis ses débuts lors des éliminatoires au Mondial 2006. Il compte 10 buts inscrits en phase de qualification au Mondial. 
Plus de vingt ans après avoir honoré sa première sélection, celui qui est désormais le meilleur buteur de l'histoire de l'équipe nationale du Pérou (40 buts en 125 sélections) a annoncé début janvier 2025, à 41 ans, qu'il mettait un terme à sa carrière internationale.

## Statistiques

### En club
| Saison                | Club                  | Championnat           | Championnat | Championnat | Championnat | Coupe nationale | Coupe nationale | Coupe nationale | Coupe de la Ligue | Coupe de la Ligue | Coupe de la Ligue | Compétition(s) continentale(s) | Compétition(s) continentale(s) | Compétition(s) continentale(s) | Compétition(s) continentale(s) | Recopa Sudamericana | Recopa Sudamericana | Recopa Sudamericana | Mondial des clubs | Mondial des clubs | Mondial des clubs | Autres compétitions | Autres compétitions | Autres compétitions | Autres compétitions | Total | Total | Total |
| Saison                | Club                  | Division              | M.          | B.          | P.d.        | M.              | B.              | P.d.            | M.                | B.                | P.d.              | Comp.                          | M.                             | B.                             | P.d.                           | M.                  | B.                  | P.d.                | M.                | B.                | P.d.              | Comp.               | M.                  | B.                  | P.d.                | M.    | B.    | P.d.  |
| 2003-2004             | Bayern Munich         | Bundesliga            | 0           | 0           | 0           | 1               | 0               | 0               | -                 | -                 | -                 | C1                             | -                              | -                              | -                              | -                   | -                   | -                   | -                 | -                 | -                 | -                   | -                   | -                   | -                   | 1     | 0     | 0     |
| 2004-2005             | Bayern Munich         | Bundesliga            | 13          | 6           | 2           | 1               | 0               | 1               | -                 | -                 | -                 | C1                             | 6                              | 1                              | 0                              | -                   | -                   | -                   | -                 | -                 | -                 | -                   | -                   | -                   | -                   | 20    | 7     | 3     |
| 2005-2006             | Bayern Munich         | Bundesliga            | 14          | 4           | 6           | 3               | 1               | 0               | -                 | -                 | -                 | C1                             | 7                              | 1                              | 0                              | -                   | -                   | -                   | -                 | -                 | -                 | -                   | -                   | -                   | -                   | 24    | 6     | 6     |
| Sous-total            | Sous-total            | Sous-total            | 27          | 10          | 8           | 5               | 1               | 1               | -                 | -                 | -                 | -                              | 13                             | 2                              | 0                              | -                   | -                   | -                   | -                 | -                 | -                 | -                   | -                   | -                   | -                   | 45    | 13    | 9     |
| 2006-2007             | Hambourg SV           | Bundesliga            | 20          | 5           | 1           | 0               | 0               | 0               | 2                 | 0                 | 1                 | C1                             | 7                              | 0                              | 0                              | -                   | -                   | -                   | -                 | -                 | -                 | -                   | -                   | -                   | -                   | 29    | 5     | 2     |
| 2007-2008             | Hambourg SV           | Bundesliga            | 29          | 9           | 4           | 3               | 0               | 0               | -                 | -                 | -                 | C3                             | 9                              | 5                              | 3                              | -                   | -                   | -                   | -                 | -                 | -                 | -                   | -                   | -                   | -                   | 41    | 14    | 7     |
| 2008-2009             | Hambourg SV           | Bundesliga            | 31          | 9           | 4           | 5               | 1               | 1               | -                 | -                 | -                 | C3                             | 12                             | 4                              | 1                              | -                   | -                   | -                   | -                 | -                 | -                 | -                   | -                   | -                   | -                   | 48    | 14    | 6     |
| 2009-2010             | Hambourg SV           | Bundesliga            | 6           | 4           | 0           | 1               | 0               | 0               | -                 | -                 | -                 | C3                             | 6                              | 3                              | 2                              | -                   | -                   | -                   | -                 | -                 | -                 | -                   | -                   | -                   | -                   | 13    | 7     | 2     |
| 2010-2011             | Hambourg SV           | Bundesliga            | 25          | 4           | 2           | 2               | 1               | 2               | -                 | -                 | -                 | -                              | -                              | -                              | -                              | -                   | -                   | -                   | -                 | -                 | -                 | -                   | -                   | -                   | -                   | 27    | 5     | 4     |
| 2011-2012             | Hambourg SV           | Bundesliga            | 23          | 6           | 1           | 2               | 0               | 0               | -                 | -                 | -                 | -                              | -                              | -                              | -                              | -                   | -                   | -                   | -                 | -                 | -                 | -                   | -                   | -                   | -                   | 25    | 6     | 1     |
| Sous-total            | Sous-total            | Sous-total            | 134         | 37          | 12          | 13              | 2               | 3               | 2                 | 0                 | 1                 | -                              | 34                             | 12                             | 6                              | -                   | -                   | -                   | -                 | -                 | -                 | -                   | -                   | -                   | -                   | 183   | 51    | 22    |
| 2012                  | Corinthians           | Série A               | 15          | 6           | 0           | -               | -               | -               | -                 | -                 | -                 | -                              | -                              | -                              | -                              | -                   | -                   | -                   | 2                 | 2                 | 0                 | -                   | -                   | -                   | -                   | 17    | 8     | 0     |
| 2013                  | Corinthians           | Série A               | 17          | 5           | 1           | 3               | 0               | 0               | -                 | -                 | -                 | CL                             | 7                              | 4                              | 1                              | 2                   | 1                   | 0                   | -                 | -                 | -                 | CR                  | 17                  | 8                   | 1                   | 46    | 18    | 3     |
| 2014                  | Corinthians           | Série A               | 28          | 12          | 5           | 5               | 3               | 0               | -                 | -                 | -                 | -                              | -                              | -                              | -                              | -                   | -                   | -                   | -                 | -                 | -                 | CR                  | 12                  | 1                   | 1                   | 45    | 16    | 6     |
| 2015                  | Corinthians           | Série A               | 2           | 0           | 0           | -               | -               | -               | -                 | -                 | -                 | CL                             | 5                              | 4                              | 1                              | -                   | -                   | -                   | -                 | -                 | -                 | CR                  | 11                  | 6                   | 4                   | 18    | 10    | 5     |
| Sous-total            | Sous-total            | Sous-total            | 62          | 23          | 6           | 8               | 3               | 0               | -                 | -                 | -                 | -                              | 12                             | 8                              | 2                              | 2                   | 1                   | 0                   | 2                 | 2                 | 0                 | -                   | 40                  | 15                  | 6                   | 126   | 52    | 14    |
| 2015                  | Flamengo              | Série A               | 15          | 3           | 4           | 3               | 1               | 0               | -                 | -                 | -                 | CL                             | -                              | -                              | -                              | -                   | -                   | -                   | -                 | -                 | -                 | CR                  | -                   | -                   | -                   | 18    | 4     | 4     |
| 2016                  | Flamengo              | Série A               | 21          | 9           | 2           | 3               | 1               | 0               | 3                 | 3                 | 0                 | CS                             | 3                              | 0                              | 1                              | -                   | -                   | -                   | -                 | -                 | -                 | CR                  | 13                  | 5                   | 0                   | 43    | 18    | 3     |
| 2017                  | Flamengo              | Série A               | 19          | 6           | 2           | 5               | 2               | 2               | 1                 | 0                 | 0                 | CL+CS                          | 6+2                            | 2+0                            | 0+2                            | -                   | -                   | -                   | -                 | -                 | -                 | CR                  | 11                  | 10                  | 0                   | 44    | 20    | 6     |
| 2018                  | Flamengo              | Série A               | 6           | 1           | 1           | 1               | 0               | 0               | -                 | -                 | -                 | CL                             | -                              | -                              | -                              | -                   | -                   | -                   | -                 | -                 | -                 | CR                  | -                   | -                   | -                   | 7     | 1     | 1     |
| Sous-total            | Sous-total            | Sous-total            | 61          | 19          | 9           | 12              | 4               | 2               | 4                 | 3                 | 0                 | -                              | 11                             | 2                              | 3                              | -                   | -                   | -                   | -                 | -                 | -                 | -                   | 24                  | 15                  | 0                   | 112   | 43    | 14    |
| 2019                  | SC Internacional      | Série A               | 24          | 10          | 1           | 8               | 5               | 0               | -                 | -                 | -                 | CL                             | 6                              | 4                              | 0                              | -                   | -                   | -                   | -                 | -                 | -                 | CR                  | 3                   | 1                   | 0                   | 41    | 20    | 1     |
| 2020                  | SC Internacional      | Série A               | 3           | 3           | 1           | -               | -               | -               | -                 | -                 | -                 | CL                             | 6                              | 3                              | 1                              | -                   | -                   | -                   | -                 | -                 | -                 | CR                  | 6                   | 4                   | 0                   | 15    | 10    | 2     |
| 2021                  | SC Internacional      | Série A               | 9           | 1           | 0           | -               | -               | -               | -                 | -                 | -                 | CL                             | 1                              | 0                              | 0                              | -                   | -                   | -                   | -                 | -                 | -                 | CR                  | 6                   | 1                   | 0                   | 16    | 2     | 0     |
| Sous-total            | Sous-total            | Sous-total            | 36          | 14          | 2           | 8               | 5               | 0               | -                 | -                 | -                 | -                              | 13                             | 7                              | 1                              | -                   | -                   | -                   | -                 | -                 | -                 | -                   | 15                  | 6                   | 0                   | 72    | 32    | 3     |
| 2022                  | Avaí FC               | Série A               | 10          | 0           | 0           | -               | -               | -               | -                 | -                 | -                 | -                              | -                              | -                              | -                              | -                   | -                   | -                   | -                 | -                 | -                 | -                   | -                   | -                   | -                   | 10    | 0     | 0     |
| 2023                  | Racing Club           | Primera División      | 15          | 1           | 0           | 1               | 1               | 0               | -                 | -                 | -                 | CL                             | 6                              | 1                              | 2                              | -                   | -                   | -                   | -                 | -                 | -                 | -                   | -                   | -                   | -                   | 22    | 3     | 2     |
| 2023                  | LDU Quito             | Serie A               | 13          | 5           | 0           | -               | -               | -               | -                 | -                 | -                 | CS                             | 7                              | 3                              | 0                              | -                   | -                   | -                   | -                 | -                 | -                 | -                   | -                   | -                   | -                   | 20    | 8     | 0     |
| 2024                  | César Vallejo         | Liga 1                | 6           | 3           | 1           | -               | -               | -               | -                 | -                 | -                 | CS                             | 3                              | 0                              | 0                              | -                   | -                   | -                   | -                 | -                 | -                 | -                   | -                   | -                   | -                   | 9     | 3     | 1     |
| 2024                  | Alianza Lima          | Liga 1                | 8           | 4           | 1           | -               | -               | -               | -                 | -                 | -                 | -                              | -                              | -                              | -                              | -                   | -                   | -                   | -                 | -                 | -                 | -                   | -                   | -                   | -                   | 8     | 4     | 1     |
| 2025                  | Alianza Lima          | Liga 1                | 13          | 7           | 0           | -               | -               | -               | -                 | -                 | -                 | CL+CS                          | 10+3                           | 3+0                            | 0                              | -                   | -                   | -                   | -                 | -                 | -                 | -                   | -                   | -                   | -                   | 26    | 10    | 0     |
| Sous-total            | Sous-total            | Sous-total            | 21          | 11          | 1           | -               | -               | -               | -                 | -                 | -                 | -                              | 13                             | 3                              | 0                              | -                   | -                   | -                   | -                 | -                 | -                 | -                   | -                   | -                   | -                   | 34    | 14    | 1     |
| Total sur la carrière | Total sur la carrière | Total sur la carrière | 385         | 123         | 39          | 47              | 16              | 6               | 6                 | 3                 | 1                 | -                              | 112                            | 38                             | 14                             | 2                   | 1                   | 0                   | 2                 | 2                 | 0                 | -                   | 79                  | 36                  | 6                   | 633   | 219   | 66    |

### En sélection nationale
| Saison                | Sélection             | Phases finales          | Phases finales | Phases finales | Phases finales | Éliminatoires CDM | Éliminatoires CDM | Éliminatoires CDM | Matchs amicaux | Matchs amicaux | Matchs amicaux | Total | Total | Total |
| Saison                | Sélection             | Compétition             | M              | B              | Pd             | M                 | B                 | Pd                | M              | B              | Pd             | M     | B     | Pd    |
| --------------------- | --------------------- | ----------------------- | -------------- | -------------- | -------------- | ----------------- | ----------------- | ----------------- | -------------- | -------------- | -------------- | ----- | ----- | ----- |
| 2004-2005             | Pérou                 | -                       | -              | -              | -              | 6                 | 2                 | 0                 | -              | -              | -              | 6     | 2     | 0     |
| 2005-2006             | Pérou                 | -                       | -              | -              | -              | 2                 | 0                 | 0                 | 1              | 1              | 0              | 3     | 1     | 0     |
| 2006-2007             | Pérou                 | Copa América 2007       | 4              | 1              | 0              | -                 | -                 | -                 | 5              | 2              | 1              | 9     | 3     | 1     |
| 2007-2008             | Pérou                 | -                       | -              | -              | -              | 3                 | 0                 | 0                 | 4              | 3              | 0              | 7     | 3     | 0     |
| 2008-2009             | Pérou                 | -                       | -              | -              | -              | 2                 | 0                 | 0                 | -              | -              | -              | 2     | 0     | 0     |
| 2009-2010             | Pérou                 | -                       | -              | -              | -              | 1                 | 0                 | 0                 | -              | -              | -              | 1     | 0     | 0     |
| 2010-2011             | Pérou                 | Copa América 2011       | 5              | 5              | 2              | -                 | -                 | -                 | 1              | 0              | 0              | 6     | 5     | 2     |
| 2011-2012             | Pérou                 | -                       | -              | -              | -              | 5                 | 3                 | 0                 | 2              | 1              | 0              | 7     | 4     | 0     |
| 2012-2013             | Pérou                 | -                       | -              | -              | -              | 5                 | 0                 | 0                 | 2              | 0              | 0              | 7     | 0     | 0     |
| 2013-2014             | Pérou                 | -                       | -              | -              | -              | 2                 | 0                 | 0                 | 1              | 0              | 0              | 3     | 0     | 0     |
| 2014-2015             | Pérou                 | Copa América 2015       | 6              | 4              | 0              | -                 | -                 | -                 | 6              | 2              | 0              | 12    | 6     | 0     |
| 2015-2016             | Pérou                 | Copa América Centenario | 4              | 1              | 2              | 6                 | 2                 | 1                 | 0              | 0              | 0              | 10    | 3     | 3     |
| 2016-2017             | Pérou                 | -                       | -              | -              | -              | 8                 | 3                 | 1                 | 2              | 2              | 0              | 10    | 5     | 1     |
| 2017-2018             | Pérou                 | Coupe du monde 2018     | 3              | 1              | 1              | 3                 | 1                 | 0                 | 2              | 2              | 0              | 8     | 4     | 1     |
| 2018-2019             | Pérou                 | Copa América 2019       | 6              | 3              | 1              | -                 | -                 | -                 | 2              | 0              | 0              | 8     | 3     | 1     |
| 2019-2020             | Pérou                 | -                       | -              | -              | -              | -                 | -                 | -                 | 3              | 0              | 0              | 3     | 0     | 0     |
| 2020-2021             | Pérou                 | -                       | -              | -              | -              | 2                 | 0                 | 0                 | -              | -              | -              | 2     | 0     | 0     |
| 2021-2022             | Pérou                 |                         | -              | -              | -              | 3                 | 0                 | 1                 | -              | -              | -              | 3     | 0     | 1     |
| 2022-2023             | Pérou                 |                         | -              | -              | -              | -                 | -                 | -                 | 2              | 0              | 1              | 2     | 0     | 1     |
| 2023-2024             | Pérou                 | Copa América 2024       | 3              | 0              | 0              | 6                 | 0                 | 0                 | 4              | 1              | 0              | 13    | 1     | 0     |
| 2024-2025             | Pérou                 |                         | -              | -              | -              | 6                 | 1                 | 0                 | -              | -              | -              | 6     | 1     | 0     |
| Total sur la carrière | Total sur la carrière | Total sur la carrière   | 31             | 15             | 6              | 60                | 12                | 3                 | 37             | 14             | 2              | 128   | 41    | 11    |

### Buts en sélection
| Buts en sélection de Paolo Guerrero | Buts en sélection de Paolo Guerrero | Buts en sélection de Paolo Guerrero                  | Buts en sélection de Paolo Guerrero | Buts en sélection de Paolo Guerrero | Buts en sélection de Paolo Guerrero | Buts en sélection de Paolo Guerrero |
|                                     | Date                                | Lieu                                                 | Adversaire                          | Score                               | Résultat                            | Compétition                         |
| ----------------------------------- | ----------------------------------- | ---------------------------------------------------- | ----------------------------------- | ----------------------------------- | ----------------------------------- | ----------------------------------- |
| 1.                                  | 17 novembre 2004                    | Estadio Nacional, Lima (Pérou)                       | Chili                               | 2-0                                 | 2-1                                 | QCM 2006                            |
| 2.                                  | 30 mars 2005                        | Estadio Nacional, Lima (Pérou)                       | Équateur                            | 1-0                                 | 2-2                                 | QCM 2006                            |
| 3.                                  | 17 août 2005                        | Estadio Jorge Basadre, Tacna (Pérou)                 | Chili                               | 2-1                                 | 3-1                                 | Amical                              |
| 4.                                  | 6 septembre 2006                    | Giants Stadium, New Jersey (États-Unis)              | Équateur                            | 1-1                                 | 1-1                                 | Amical                              |
| 5.                                  | 7 octobre 2006                      | Estadio Sausalito, Viña del Mar (Chili)              | Chili                               | 1-0                                 | 2-3                                 | Amical                              |
| 6.                                  | 26 juin 2007                        | Estadio Metropolitano, Mérida (Vénézuéla)            | Uruguay                             | 3-0                                 | 3-0                                 | CA 2007                             |
| 7.                                  | 8 septembre 2007                    | Estadio Monumental, Lima (Pérou)                     | Colombie                            | 1-1                                 | 2-2                                 | Amical                              |
| 8.                                  | 8 septembre 2007                    | Estadio Monumental, Lima (Pérou)                     | Colombie                            | 2-2                                 | 2-2                                 | Amical                              |
| 9.                                  | 12 septembre 2007                   | Estadio Monumental, Lima (Pérou)                     | Bolivie                             | 2-0                                 | 2-0                                 | Amical                              |
| 10.                                 | 4 juillet 2011                      | Estadio del Bicentenario, San Juan (Argentine)       | Uruguay                             | 1-0                                 | 1-1                                 | CA 2011                             |
| 11.                                 | 8 juillet 2011                      | Stade Malvinas Argentinas, Mendoza (Argentine)       | Mexique                             | 1-0                                 | 1-0                                 | CA 2011                             |
| 12.                                 | 23 juillet 2011                     | Estadio Ciudad de La Plata, La Plata (Argentine)     | Venezuela                           | 2-0                                 | 4-1                                 | CA 2011                             |
| 13.                                 | 23 juillet 2011                     | Estadio Ciudad de La Plata, La Plata (Argentine)     | Venezuela                           | 3-1                                 | 4-1                                 | CA 2011                             |
| 14.                                 | 23 juillet 2011                     | Estadio Ciudad de La Plata, La Plata (Argentine)     | Venezuela                           | 4-1                                 | 4-1                                 | CA 2011                             |
| 15.                                 | 7 octobre 2011                      | Estadio Nacional, Lima (Pérou)                       | Paraguay                            | 1-0                                 | 2-0                                 | QCM 2014                            |
| 16.                                 | 7 octobre 2011                      | Estadio Nacional, Lima (Pérou)                       | Paraguay                            | 2-0                                 | 2-0                                 | QCM 2014                            |
| 17.                                 | 23 mai 2012                         | Estadio Nacional, Lima (Pérou)                       | Nigeria                             | 1-0                                 | 1-0                                 | Amical                              |
| 18.                                 | 10 juin 2012                        | Estadio Centenario, Montevideo (Uruguay)             | Uruguay                             | 2-2                                 | 2-4                                 | QCM 2014                            |
| 19.                                 | 9 septembre 2014                    | Lekhwiya Sports Stadium, Doha (Qatar)                | Qatar                               | 2-0                                 | 2-0                                 | Amical                              |
| 20.                                 | 14 novembre 2014                    | Estadio Feliciano Cáceres, Luque (Paraguay)          | Paraguay                            | 1-1                                 | 1-2                                 | Amical                              |
| 21.                                 | 25 juin 2015                        | Estadio Germán Becker, Temuco (Chili)                | Bolivie                             | 1-0                                 | 3-1                                 | CA 2015                             |
| 22.                                 | 25 juin 2015                        | Estadio Germán Becker, Temuco (Chili)                | Bolivie                             | 2-0                                 | 3-1                                 | CA 2015                             |
| 23.                                 | 25 juin 2015                        | Estadio Germán Becker, Temuco (Chili)                | Bolivie                             | 3-0                                 | 3-1                                 | CA 2015                             |
| 24.                                 | 4 juillet 2015                      | Estadio Municipal de Concepción, Concepción (Chili)  | Paraguay                            | 2-0                                 | 2-0                                 | CA 2015                             |
| 25.                                 | 13 octobre 2015                     | Estadio Nacional, Lima (Pérou)                       | Chili                               | 3-4                                 | 3-4                                 | QCM 2018                            |
| 26.                                 | 24 mars 2016                        | Estadio Nacional, Lima (Pérou)                       | Venezuela                           | 1-2                                 | 2-2                                 | QCM 2018                            |
| 27.                                 | 4 juin 2016                         | CenturyLink Field, Seattle (États-Unis)              | Haïti                               | 1-0                                 | 1-0                                 | CA 2016                             |
| 28.                                 | 6 octobre 2016                      | Estadio Nacional, Lima (Pérou)                       | Argentine                           | 1-1                                 | 2-2                                 | QCM 2018                            |
| 29.                                 | 23 mars 2017                        | Estadio Monumental de Maturín, Maturín (Venezuela)   | Venezuela                           | 2-2                                 | 2-2                                 | QCM 2018                            |
| 30.                                 | 28 mars 2017                        | Estadio Nacional, Lima (Pérou)                       | Uruguay                             | 1-1                                 | 2-1                                 | QCM 2018                            |
| 31.                                 | 8 juin 2017                         | Estadio Mansiche, Trujillo (Pérou)                   | Paraguay                            | 1-0                                 | 1-0                                 | Amical                              |
| 32.                                 | 13 juin 2017                        | Estadio Monumental Virgen de Chapi, Arequipa (Pérou) | Jamaïque                            | 3-0                                 | 3-1                                 | Amical                              |
| 33.                                 | 3 juin 2018                         | Kybunpark, Saint-Gall (Suisse)                       | Arabie saoudite                     | 2-0                                 | 3-0                                 | Amical                              |
| 34.                                 | 3 juin 2018                         | Kybunpark, Saint-Gall (Suisse)                       | Arabie saoudite                     | 3-0                                 | 3-0                                 | Amical                              |
| 35.                                 | 26 juin 2018                        | Stade olympique Ficht, Sotchi (Russie)               | Australie                           | 2-0                                 | 2-0                                 | CM 2018                             |
| 36.                                 | 18 juin 2019                        | Stade Maracanã, Rio de Janeiro (Brésil)              | Bolivie                             | 1-1                                 | 3-1                                 | CA 2019                             |
| 37.                                 | 3 juillet 2019                      | Arena do Grêmio, Porto Alegre (Brésil)               | Chili                               | 3-0                                 | 3-0                                 | CA 2019                             |
| 38.                                 | 7 juillet 2019                      | Stade Maracanã, Rio de Janeiro (Brésil)              | Brésil                              | 1-1                                 | 1-3                                 | CA 2019                             |

N.B. : Les scores sont affichés sans tenir compte du sens conventionnel en cas de match à l'extérieur (Pérou-Adversaire).

## Palmarès

### En club
| Bayern Munich - Championnat d'Allemagne (2) : - Champion : 2005 et 2006. - Coupe d'Allemagne (2) : - Vainqueur : 2005 et 2006. |  | Hambourg SV - Coupe Intertoto (1) : - Vainqueur : 2007. |  | Corinthians - Coupe du monde des clubs (1) : - Vainqueur : 2012. - Championnat du Brésil (1) : - Champion : 2015. - Recopa Sudamericana (1) : - Vainqueur : 2013. - Championnat de São Paulo (1) : - Vainqueur : 2013. |  | Flamengo - Championnat de Rio de Janeiro (1) : - Vainqueur : 2017. |  | LDU Quito - Copa Sudamericana (1) : - Vainqueur : 2023. |

### En équipe nationale
| Pérou - Copa América - Finaliste : 2019. - Troisième : 2011 et 2015. - Meilleur buteur : 2011 (5 buts), 2015 (4 buts) et 2019 (3 buts). |  | Pérou -17 ans - Jeux bolivariens (1) : - Vainqueur : 2001. |

### Distinctions individuelles
- Meilleur buteur de l'histoire de l'équipe du Pérou (38 buts).
- Inclusion dans l'équipe sud-américaine de la décennie 2011-2020 par l'IFFHS[25].
- Inclusion dans l'équipe type de la Copa Sudamericana 2023[26].